# Pristinailurus bristoli
Pristinailurus bristoli (лат.) — вид вымерших хищных млекопитающих из семейства пандовых, типовой и единственный в роде Pristinailurus. Его ископаемые остатки были обнаружены в слоях позднего миоцена — плиоцена (10,3—1,8 млн лет назад) формации Gray (штат Теннеси, США). Pristinailurus bristoli был значительно крупнее, чем современная малая панда, но, вероятно, обладал более слабым укусом. Самцы были вдвое крупнее самок.